# Aslı Erdoğan
Pour les articles homonymes, voir Erdoğan.
Aslı Erdoğan, née le 8 mars 1967 à Istanbul, est une romancière turque, journaliste, militante pour les droits humains. Arrêtée le 17 août 2016 et emprisonnée dans la prison Bakırköy d'Istanbul, elle est libérée le 29 décembre 2016,. Elle est lauréate du prix Tucholsky 2016 et du Prix de la paix Erich-Maria-Remarque 2017, qui sont des prix récompensant l'engagement en faveur de la paix. Aslı Erdoğan reçoit aussi le prix Simone de Beauvoir pour la liberté des femmes 2018.

## Biographie
Sa mère est une intellectuelle originaire de Salonique tandis que son père est un Circassien qui a dû abandonner sa région natale. Ses parents ont été détenus et torturés par les régimes turcs issus de putschs, dans les années 1980 et 1990.
Elle apprend à lire à quatre ans et est détectée surdouée. Elle intègre le Robert College en étant 6e au concours d'entrée. Elle suit des études de physique et intègre à 24 ans le centre européen de recherche nucléaire à Genève où elle devient la première étudiante turque en physique dans ce centre de recherche. Devenue chargée de recherche en physique nucléaire, elle interrompt ce parcours scientifique pour se consacrer à l'écriture. Elle fait deux tentatives de suicide, l'une à 10 ans, l'autre à 22 ans.
Après deux années en Amérique latine consacrées à des études d'anthropologie, elle rentre en Turquie en 1996 et reprend sa production littéraire.
Malgré son nom de famille, elle n'a aucun lien de parenté avec Recep Tayyip Erdoğan.

## Œuvre littéraire
Aslı Erdoğan écrit son premier roman, Kabuk Adam (L'Homme coquillage), en 1993. Le Mandarin miraculeux (Mucizevi Mandarin) est un recueil de nouvelles se passant à Genève dans lequel on retrouve certains de ses thèmes récurrents : l'amour impossible, la vie en terre étrangère, le danger comme un défi, etc,.
Jusqu'en 2000, elle rédige une chronique dans le quotidien de gauche turc Radikal. L'ensemble de ses chroniques sont ensuite publiées dans l'ouvrage Bir Yolculuk Ne Zaman Biter. En 2003, elle réside durant quelques mois à la Maison des écrivains étrangers et des traducteurs à Saint-Nazaire, en France. De retour en Turquie, elle devient collaboratrice du quotidien Özgür Gündem.
Publié en 2009, Le Bâtiment de pierre (Taş Bina ve Diğerleri) est un roman consacré au monde carcéral.
Elle confie dans une interview en 2018 que depuis son exil de Turquie l'année précédente, elle n'est toujours pas capable de se remettre à écrire et préfère se concentrer sur les événements littéraires où elle est régulièrement conviée. Elle participe en mars de cette année-là au salon Livre Paris où elle dialogue publiquement avec l'écrivain algérien Kamel Daoud.
Récompensée à de nombreuses reprises, Aslı Erdoğan est traduite dans différentes langues dont l'arabe (comme seulement trois autres écrivaines turques). Elle est particulièrement reconnue pour ses nouvelles et son ton mordant.

## Engagement
Aslı Erdoğan s'engage dans la défense des droits humains, des droits des femmes (elle dénonce des viols de jeunes kurdes par la police turque) ainsi que de la cause kurde et la reconnaissance du génocide arménien.
De 1998 à 2000, elle représente la Turquie dans le Comité des écrivains emprisonnés du Pen Club International.
En 2014, pour dénoncer le siège de Kobané par les forces de l’État islamique, elle est à l'origine d’une marche des écrivains à la frontière syrienne.

## Emprisonnement
Le 17 août 2016, dans un contexte de purges, elle est arrêtée en même temps que les vingt autres membres de la rédaction du journal d'opposition Özgür Gündem en raison de son soutien à la minorité kurde. Bien que ne cautionnant pas les violences du PKK, elle a à plusieurs reprises défendu leur droit à l’enseignement, ou à la création d’un parti politique légal ; elle avait par ailleurs dénoncé les exactions dont sont victimes les membres de cette minorité et médiatisé plusieurs affaires de viol commis sur des filles kurdes par la police turque. Ce soutien lui vaut l'accusation d'« appartenance à une organisation terroriste ». Quelques jours avant son arrestation, elle avait publié sur son blog une « lettre grave et nécessaire », où elle faisait part de ses craintes sur les libertés publiques et sur la politique menée en Turquie après la tentative de coup d'État.
À la suite de son arrestation et de la menace d'emprisonnement à perpétuité, plusieurs appels internationaux sont lancés, dont un en France par le webmagazine Kedistan, rejoint par Tieri Briet et Ricardo Monserrat pour la soutenir en lisant ses textes.
En novembre 2017 est publié en soutien à l'écrivaine incarcérée le livre Poète... vos papiers !, recueil d'essais rédigés par 27 auteurs et autrices, dont Chantal Chawaf, Vénus Khoury-Ghata, Sylvie Germain, Inna Chevtchenko et Jacqueline Merveille, à l'initiative des éditions des femmes-Antoinette Fouque.
Le 23 novembre, l'annonce de sa libération, ainsi que de celle de la linguiste de 70 ans, Necmiye Alpay (traductrice entre autres de Paul Ricœur, René Girard, Lénine, Wallerstein), fait les titres de la presse turque et internationale pour être démentie dans la journée, suscitant l'inquiétude au vu de son état de santé dégradé.
Le 29 décembre 2016, après plus de quatre mois d'emprisonnement, un tribunal turc ordonne sa libération immédiate sous contrôle judiciaire en attendant la tenue de son procès le 31 octobre 2017. Elle risque la prison à perpétuité. Pendant quelques mois, elle est interdite de sortie du territoire puis son passeport lui est restitué en septembre 2017, afin de pouvoir chercher son prix de la paix Erich-Maria-Remarque en Allemagne. Elle se rend en France où elle est reçue par la ministre de la Culture puis sur le plateau de La Grande librairie par le journaliste François Busnel. Depuis, elle vit en exil à Francfort-sur-le-Main en Allemagne.
Le 14 février 2020, un tribunal d'Istanbul acquitte la romancière turque des accusations de « tentative de porter atteinte à l'intégrité de l’État » et d'« appartenance à un groupe terroriste », et ordonne l'abandon des poursuites pour « propagande terroriste »,.
Le 10 juin 2021, à la demande du procureur de la République, la décision de l'acquittement de Aslı Erdoğan est annulée, son dossier est renvoyé au tribunal de première instance pour « réexamen ». Elle déclare qu'elle ne se rendra pas en Turquie pour ce nouveau procès, expliquant : « Si je remets les pieds en Turquie, c’est pour aller en prison ».

## Œuvres

### En français
- L'Homme coquillage (Kabuk Adam), 1993, traduction française par Julien Lapeyre de Cabanes, Actes Sud, 2018
- Le Mandarin miraculeux (Mucizevi Mandarin), 1996.
- La Ville dont la cape est rouge (Kırmızı Pelerinli Kent), 1998.
- Les Oiseaux de bois (Tahta Kuşlar), traduit en 9 langues, traduction française par Jean Descat, Actes Sud, 2009[30].
- Je t'interpelle dans la nuit (Gecede Sana Sesleniyorum) traduction française de Esin Soysal-Dauvergne parue en 2009.
- Le Bâtiment de pierre (Taş Bina ve Diğerleri), traduction française parue en 2013 chez Actes Sud.
- Le silence même n'est plus à toi, (Artık Sessizlik Bile Senin Değil) traduction française par Julien Lapeyre de Cabanes, Actes Sud, 2017
- Requiem pour une ville perdue (Hayatın Sessizliğinde), traduction française par Julien Lapeyre de Cabanes, Actes Sud, 2020 Poche, Babel, 136p.  (ISBN 978-2-330-16889-6)

### Livres audio
- Le silence même n'est plus à toi, lu par Catherine Deneuve, coll. « La Bibliothèque des voix », des femmes-Antoinette Fouque, 2017.  (EAN 3328140022292)

## Prix et récompenses
- 1990 : Prix Yunus-Nadi, Turquie[31]
- 1997 : Prix de littérature Deutsche Welle, Allemagne
- 2010 : Prix Sait Faik, Turquie[32]
- 2013 : Prix Ord i Grensen, Norvège[33]
- 2016 : Prix Tucholsky du PEN Club de Suède, qui récompense des auteurs luttant pour la paix et la liberté de la presse dans des conditions difficiles[34],[35]
- 2017 : Prix de la culture ECF Princesse Margriet, Pays-Bas[36]
- 2017 : Prix pour la liberté et l'avenir des médias (Prize for Freedom and Future of Media) Allemagne[37]
- 2017 : Prix littéraire Vincenzo Padula, Italie[38]
- 2017 : Prix de la Méditerranée Adriatique, Italie (Premio Adriatico Meditterraneo)[39]
- 2017 : Prix Bruno-Kreisky, Autriche[40]
- 2017 : Theodor Heuss Medal, Allemagne
- 2017 : Prix de la paix de Stuttgart, Allemagne
- 2017 : Prix de la paix Erich Maria Remarque, Allemagne[41]
- 2018 : Prix Simone-de-Beauvoir pour la liberté des femmes[42],[43]
- 2018 : Chevalier des Arts et des Lettres, France[44]
- 2019 : La fondation Václav Havel lui a attribué le prix 2019 de '"Écrivain courageux en danger" (Disturbing the Peace, Award to a Courageous Writer at Risk), Etats-Unis[45],[46]
- 2019 : Prix de l'Association des écrivains norvégiens (Norwegian Writers Association Award) Norvège[47]
- 2019 : L’UPJV (Université de Picardie Jules-Verne) a mis à l’honneur Madame Asli Erdoğan, écrivaine turque, le mardi 4 juin 2019, en lui offrant un Doctorat honoris causa, France [48]